# Тимергазеев, Минсалим Валиахметович
Минсалим Валиахметович Тимергазеев (тат. Минсәлим Вәлиәхмәт улы Тимерхаҗиев, 1950, деревня Красный Яр, Ялуторовский район, Тюменская область) — тобольский косторез.

## Биография
Минсалим Тимергазеев родился в деревне Красный Яр Ялуторского района Тюменской области. Сибирский татарин.
Занимался в изостудии при Тобольской фабрике художественных косторезных изделий (1967—1969) у А. И. Метелева, на курсах повышения квалификации при Абрамцевском учиище (1977) у А. М. Ферапонтовой. Член СХ СССР с 1983. Мастер резьбы по кости. Автор жанровых и тематических композиций. С 1967 по 1981 — работал на Тобольской фабрике художественных косторезных изделий. Преподавал в городской детской художественной школе (1981—1986). В 1991 основал художественно-промышленную артель «Минсалим» при Тобольском государственном историко-архитектурном музее-заповеднике. Участник городских, областных, зональных, республиканских, всесоюзных, международных выставок. Живёт в Тобольске.